# قطعنامه ۱۸۰۹ شورای امنیت
قطعنامه  ۱۸۰۹ شورای امنیت سازمان ملل متحد که در تاریخ ۱۶ آوریل ۲۰۰۸ تصویب شد، سندی بین‌المللی دربارهٔ صلح و امنیت در آفریقا است. این قطعنامه طی نشست ۵۸۶۸ام با ۱۵ رای موافق، ۰ مخالف و ۰ ممتنع تصویب شد.